# 中島徹 (哲学者)
中島 徹（なかじま とおる、1947年 - ）は、日本の哲学者。専攻はドイツ哲学。東京都出身。国士舘大学法学部法律学科教授。

## 経歴
- 1970年　早稲田大学第一文学部卒業（哲学専攻）
- 1976年　早稲田大学大学大学院文学研究科博士課程単位取得満期退学（哲学専攻）
- 1978年　国士舘大学教養部講師
- 1988年　助教授
- 1994年　教授
- 1996年　国士舘大学法学部法律学科教授（教養部廃止に伴う）
- 2008年　国士舘大学教務部長

## 主な研究テーマ
- カント哲学およびハイデッガー哲学の研究

## 翻訳
- H.グロックナー『哲学入門』川原栄峰監訳（共訳）（理想社、1978年）
- リヒャルト・ヴィッサー『人間存在と問い 批判的・危機的・人間学』加藤直克共編訳 （南窓社、1994年）
- R.ヴィッサー『哲学の道標』（共訳）（南窓社、1997年）
- 『ハイデッガーとニーチェ』（共訳）（南窓社、1998年）
- カント「人間学講義」『カント全集　第20巻』（岩波書店、2002年）所収

## 所属学会
実存思想協会、日本哲学会（国内）、日本カント協会（事務局幹事、2001-2004、国内）、日本ヤスパース協会（理事、1998- 、国内） 